# Buthacus spinatus
Espèce
Buthacus spinatus est une espèce de scorpions de la famille des Buthidae.

## Distribution
Cette espèce est endémique d'Algérie. Elle se rencontre vers Sebseb et Mansoura.

## Description
La femelle holotype mesure 27,3 mm.

## Publication originale
- Lourenço, Bissati & Sadine, 2016 : « One more new species of Buthacus Birula, 1908 from the region of Ghardaïa, Algeria (Scorpiones, Buthidae). » Arachnida – Rivista Aracnologica Italiana, vol. 8, p. 2-11.